# David Greene
David Greene (Llanelli, Gales, 11 de abril de 1986) es un atleta británico, especialista en la prueba de 400 m vallas, con la que llegó a ser campeón mundial en 2011.

## Carrera deportiva
En el Mundial de Berlín 2009 gana la plata en los relevos 4x400 metros, quedando el equipo británico tras el estadounidense y por delante del australiano, y siendo sus compañeros de equipo: Conrad Williams, Michael Bingham, Robert Tobin y Martyn Rooney.
Dos años después, en el Mundial de Daegu 2011 gana la medalla de oro en los 400 metros vallas, con un tiempo de 48.26 segundos, quedando por delante del cubano Javier Culson y del sudafricano L. J. van Zyl.